# Джиммі Біннінг
Іан Джеймс "Джиммі" Біннінг (англ. Ian James "Jimmy" Binning, нар. 25 липня 1927, Блантайр) — шотландський футболіст, що грав на позиції захисника за клуби «Арброт» та «Квін оф зе Саут».

## Клубна кар'єра
У футболі дебютував 1948 року виступами за команду «Арброт», в якій провів три сезони, взявши участь у 84 матчах чемпіонату. Більшість часу, проведеного у складі «Арброта», був основним гравцем захисту команди.
1951 року перейшов до клубу «Квін оф зе Саут», за який відіграв 7 сезонів. Граючи у складі «Квін оф зе Саут» також здебільшого виходив на поле в основному складі команди. Завершив професійну кар'єру футболіста виступами за команду «Квін оф зе Саут» у 1958 році.

## Виступи за збірну
Був присутній в заявці збірної на чемпіонаті світу 1954 року у Швейцарії, але на поле не виходив. 